# معركة الكفر
معركة الكفر هي اشتباك عسكري بين الجيش الفرنسي بقيادة الكابتن جابريل نورماند، وقوات الدروز والبدو المحلية بقيادة سلطان الأطرش، ووقعت في 22 يوليو 1925. جرت أحداثها في مخيم الكفر، في جنوب سوريا (جبل العرب). وانتهت المعركة بهزيمة الفرنسيين، الذين تعرضوا لكمين من قبل قوات سلطان. واستطاع سلطان الانتصار على الفرنسيين بفضل الدعم الذي تلقاه من قبل الدروز وبحلول نهاية يوليو، سيطرت قواته على كامل الجبل. وقد عجلت المعركة من اندلاع الثورة السورية الكبرى.

## مقدمة
في 12 يوليو، قام الفرنسيون بإلقاء القبض على ثلاثة من أصل خمسة من الشيوخ الرئيسيين لعشيرة الأطرش، عبد الغفار، نسيب وحمد، وذلك بعد دعوة الشيوخ للمفاوضات بحجة وجود شكاوي حول الحاكم العسكري الفرنسي لدولة جبل الدروز، الكابتن كاربالايت. وكانت الدعوة حيلة من قبل السلطات للقبض على رؤساء عشائر الأطرش، الذين اعتبرتهم السلطات الفرنسية بأنهم المحرضين الأساسيين على التمرد في منطقة جبل الدروز. وقد رفض الشيخان الآخران، متعب وسلطان الأطرش الدعوة، وبناءاً على إلقاء القبض على أقاربه، بدأ السلطان حملة لجمع الرجال في قرى الجبل حيث جمع المتطوعين للانضمام إلى الميليشيا التابعة له. وقد كان سعي الفرنسيين للقبض على شيوخ الأطرش لمنع ثورة محتملة من قبل الدروز، والاعتقالات والخداع الذي تم استخدامه لجذب المشايخ، مبرراً لإعلان الثورة ضد الفرنسيين.
في 18 يوليو، أسقط مقاتلي سلطان الأطرش طائرة استطلاع فرنسية كانت تحلق حول جبل الدروز وألقي القبض على الرجلين في الطائرة في محيط قرية المتن، وبعد يومين من ذلك سيطر سلطان على ثاني أكبر مدينة في جبل الدروز، صلخد.

## المعركة
قام الفرنسيون بإرسال الكابتن جبريل نورماند من السويداء، عاصمة جبل الدروز، مع رتل يتألف من 166 صباحي من الوحدات الجزائرية والسورية وقوات الفيلق السوري بغرض إنقاذ الطيارين الفرنسيين الذين تم القبض عليهم في المتن. في مساء يوم 21 يوليو نزلت قوة الكابتن نورماند خارج قرية الكفر في جبل الدروز، وهم في طريقهم إلى صلخد. وفي ذلك الوقت، إلتقى مبعوثين من سلطان مع نورماند لبدء المفاوضات بشأن الإفراج عن مشايخ الدروز المعتقلين، وسحب القوة من السويداء في مقابل تنازلات من سلطان. ورفض نورماند التفاوض، وقرر الاستمرار بتنفيذ مهمته، التي كانت استرجاع الطيارين واستعادة النظام في جبل الدروز.
في منتصف فجر يوم 22 يوليو، نصبت قوات سلطان كميناً للقوات الفرنسية. وقد تفاوتت تقديرات قوات سلطان ما بين 150 وفق تقدير الصحفي السوري منير الريس و«اللآلاف» وفق التقدير الفرنسي. وكانت قوات سلطان تتألف من الدروز من قرية الكفر والفرسان البدو المحليين من قبائل الساردية. ظهرت قوات السلطان من مواقعهم في التلال المحيطة والوادي القريب، واندلعت الاشتباكات حيث نجحوا في خرق التشكيل الدفاعي الفرنسي الذي اتخذ شكل مربع، وتمكنوا من قتل أغلب جنود القوة. يقول المؤرخ فيليب سعد خوري أن أكثر من نصف جنود نورماند قُتلوا، بينما المؤرخان قيس فارو ودانيال نيب يذكرون بأنه ليس هناك سوى عدد قليل من الجنود الذين نجحوا في النجاة وتمكنوا لاحقا من إبلاغ رؤسائهم بأمر الكمين. وقد استمرت المعركة نحو ثلاثين دقيقة.

## الأحداث بعد ذلك
في وقت لاحق من يوم 22 يوليو، في نفس يوم معركة الكفر، سار سلطان وقواته إلى السويداء وأجبروا الحامية الفرنسية على البقاء في قلعة المدينة حيث قاموا بمحاصرتها في وقت لاحق. وقد كانت معركة الكفر وحصار السويداء النقطة التي عرف فيها كل من سلطان والسلطات الفرنسية بأن انتفاضة عامة قد بدأت في أنحاء البلاد، ووفقاً لفارو قبل هذه الأحداث، كان الهدف الرئيسي لتحركات سلطان إطلاق سراح شيوخ الأطرش المعتقلين في سجن فرنسي، في حين أن الإدارة الفرنسية رأت في تحركات سلطان بأنها مجرد اضطرابات. انتصار سلطان في مخيم كفر استمال مشايخ الدروز في جبل الدروز، بما في ذلك أولئك الذين لهم علاقات جيدة مع سلطات الانتداب الفرنسي فبدؤا بالانضمام إليه. وبحلول نهاية شهر يوليو، تضخمت قوات السلطان مع الآلاف من المتطوعين الدروز من جميع أنحاء المنطقة، وتحولت فرقته الصغيرة إلى قوة ضخمة تضم من 8,000-إلى 10,000 رجل. في ذلك الوقت، كانت قوات الدروز بقيادة سلطان في تحالف مع قبائل السردية والسلوط المسلمة، حيث سيطروا على كافة مناطق جبل الدروز وكانت قواتهم تتحرك على سهل حوران، وفي وضع يمكنها من مهاجمة محطة المسمية التابعة لخط حديد الحجاز.

## انظر أيضًا

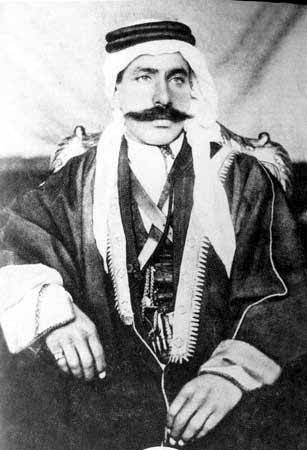
القائد سلطان باشا الأطرش، جبل العرب.
الزعيم ابراهيم هنانو، ادلب..
المجاهد عياش الحاج، دير الزور.
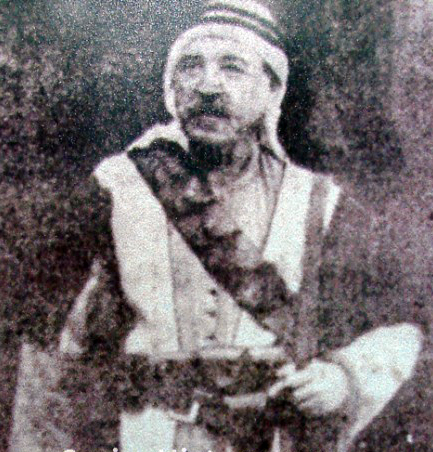
الشيخ صالح العلي، اللاذقية.
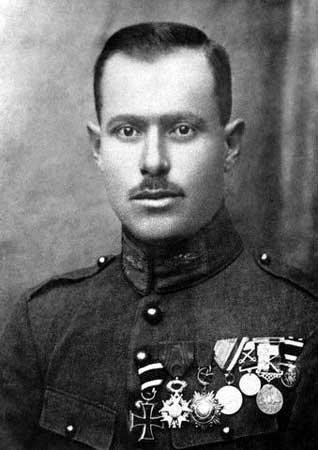
القائد فوزي القاوقجي، حماة.
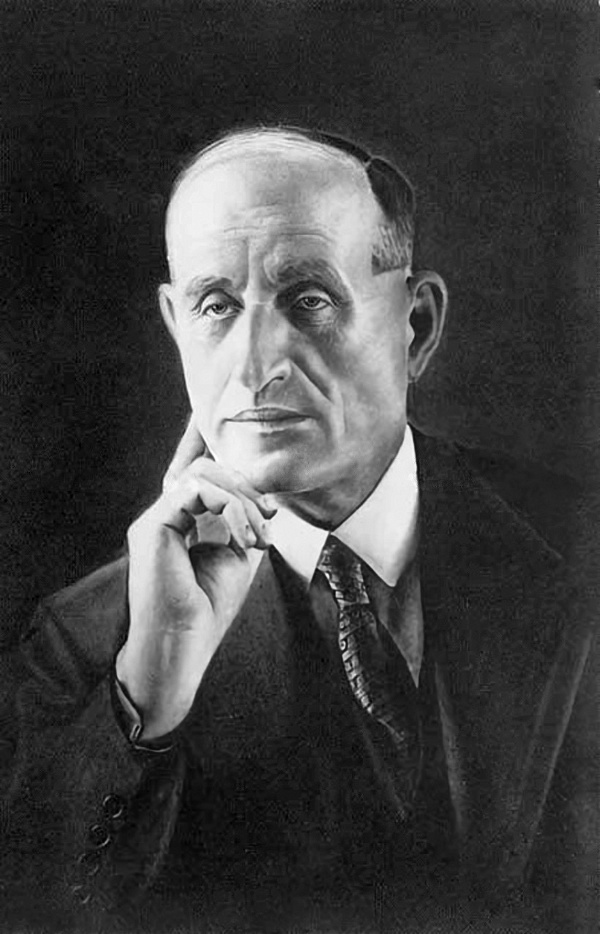
الدكتور عبد الرحمن الشهبندر، دمشق.